# Викрадення дешевого автомобіля
«Викрадення дешевого автомобіля» (англ. Leading Lizzie Astray) — американська короткометражна кінокомедія Роско Арбакла 1914 року.

## Сюжет
Заїжджий модник спокушає сільську дівчину і таємно відвозить в місто. Фатті вирушає на її пошуки.

## У ролях
- Роско ’Товстун’ Арбакл — Фатті
- Мінта Дарфі — Лізі
- Едвард Брейді — модник
- Мак Свейн — патрон кафе
- Чарлі Чейз — патрон кафе
- Едгар Кеннеді — водій
- Біллі Беннетт — мама Лізі
- Фріц Шод — батько Лізі
- Глен Кавендер — власник кафе
- Ден Альбертс — патрон кафе